# Phare de Capo Rasocolmo
Le phare de Capo Rasocolmo (en italien : Faro di Capo Rasocolmo) est un phare situé sur le promontoire éponyme qui se trouve sur le territoire de la commune de Messine dans la mer Tyrrhénienne, dans la province de Messine (Sicile), en Italie.

## Histoire
Le phare a été construit sur Capo Rasocolmo qui est le point extrême nord-est de la Sicile. Le phare est entièrement automatisé et alimenté sur le réseau électrique. Il est géré par la Marina Militare.

## Description
Le phare  se compose d'une haute tour quadrangulaire en maçonnerie de 13 m de haut, avec balcon et lanterne, adossé à un grand local technique d'un étage. Le bâtiment est totalement blanc et le dôme de la lanterne est gris métallisé. Il émet, à une hauteur focale de 85 m, trois éclats blancs toutes les 10 secondes. Sa portée est de 15 milles nautiques (environ 28 km) pour le feu blanc et 9 milles nautiques pour le feu de réserve.
Identifiant : ARLHS : ITA-032 ; EF-3276 - Amirauté : E2046 - NGA : 9792 .

## Caractéristiques dufeu maritime
Fréquence : 10 secondes (W)
- Lumière : 1 seconde
- Obscurité : 1 seconde
- Lumière : 1 seconde
- Obscurité : 1 seconde
- Lumière : 1 seconde
- Obscurité : 5 secondes

### Lien connexe
- Liste des phares de la Sicile